# Paul Schütze
Paul Schütze (Melbourne, 1958) è un compositore australiano.

## Biografia
Esordisce negli anni ottanta fondando il complesso sperimentale dei Laughing Hands, lavorando come disc jockey e realizzando colonne sonore di vari film. Esordì come solista nel 1989, anno dell'uscita di Deus Ex Machina, interrompendo, nello stesso periodo, la carriera di compositore per musica di film. Durante la propria carriera, Schütze si è cimentato nella videoarte realizzando alcune installazioni.
La sua musica atonale ed evocativa ricorda l'industrial "isolazionista" di Lull, Main, e Thomas Köner. Ha dichiarato che fra le sue molte influenze vi sono i Can, il jazz e la musica per pianoforte di Debussy, Satie, Poulenc e Ravel.

## Discografia parziale

### Album in studio
- 1989 – Deus Ex Machina
- 1990 – The Annihilating Angel; Or, The Surface of the World
- 1992 – New Maps of Hell
- 1993 – The Rapture of Metals
- 1994 – More Beautiful Human Life! (come Uzect Plaush)
- 1994 – The Surgery of Touch
- 1995 – Apart
- 1996 – Abysmal Evenings
- 1997 – Nine Songs From the Garden of Welcome Lies
- 1997 – Second Site: 27°37'35" N 77°13'05" E
- 1999 – Third Site

### Raccolte
- 1991 – Regard: Music by Film
- 1998 – Green Evil
- 1998 – Sound Paintings